# México en los Juegos Olímpicos de Ámsterdam 1928
México estuvo representado en los Juegos Olímpicos de Ámsterdam 1928 por un total de 36 competidores masculinos que compitieron en 6 deportes.
Esta fue la tercera participación del país en unos Juegos Olímpicos de verano, y la segunda consecutiva después de presentarse en Juegos Olímpicos de París 1924.
El portador de la bandera en la ceremonia de apertura fue el atleta Jesús Aguirre Delgado. El equipo olímpico mexicano no obtuvo ninguna medalla en estos Juegos.

## Deportistas
En esta edición de los Juegos Olímpicos México hizo su debut en cinco de las seis disciplinas en las que participó, clasificando por primera vez en Arte, Boxeo, Clavados, Esgrima y Futbol.

### Atletismo
Jesús Aguirre participó en sus segundos Juegos Olímpicos, siendo el único miembro del equipo de París 24 que repitió.
México participó en el Maratón por primera vez y también en el relevo de 4 x 400, donde aunque estuvo inscrito en París 1924 no inició la prueba.

#### Eventos de pista
| Atleta                                                               | Evento               | Heat               | Heat | Cuartos de final   | Cuartos de final | Semifinal  | Semifinal | Final     | Final     |
| Atleta                                                               | Evento               | Resultado          | Rank | Resultado          | Rank             | Resultado  | Rank      | Resultado | Rank      |
| -------------------------------------------------------------------- | -------------------- | ------------------ | ---- | ------------------ | ---------------- | ---------- | --------- | --------- | --------- |
| Jesús Moraila                                                        | 100 metros varonil   | Tiempo desconocido | 3    | No avanzó          | No avanzó        | No avanzó  | No avanzó | No avanzó | No avanzó |
| Mario Gómez Daza                                                     | 100 metros varonil   | Tiempo desconocido | 3    | No avanzó          | No avanzó        | No avanzó  | No avanzó | No avanzó | No avanzó |
| Francisco Costas                                                     | 100 metros varonil   | Tiempo desconocido | 4    | No avanzó          | No avanzó        | No avanzó  | No avanzó | No avanzó | No avanzó |
| Francisco Costas                                                     | 200 metros varonil   | Tiempo desconocido | 6    | No avanzó          | No avanzó        | No avanzó  | No avanzó | No avanzó | No avanzó |
| Mario Gómez Daza                                                     | 200 metros varonil   | 22.5               | 2    | Tiempo desconocido | 2                | 22.3       | 5         | No avanzó | No avanzó |
| Jesús Moraila                                                        | 400 metros varonil   | 1:00.0             | 1    | Tiempo desconocido | 5                | No avanzó  | No avanzó | No avanzó | No avanzó |
| Víctor Villaseñor                                                    | 400 metros varonil   | Tiempo desconocido | 5    | No avanzó          | No avanzó        | No avanzó  | No avanzó | No avanzó | No avanzó |
| José Lucilo Iturbe                                                   | 400 metros varonil   | Tiempo desconocido | 2    | Tiempo desconocido | 5                | No avanzó  | No avanzó | No avanzó | No avanzó |
| Alfonso Huicochea                                                    | 400 metros varonil   | Tiempo desconocido | 5    | No avanzó          | No avanzó        | No avanzó  | No avanzó | No avanzó | No avanzó |
| José Lucilo Iturbe                                                   | 800 metros varonil   | Tiempo desconocido | 5    | -                  | -                | No avanzó  | No avanzó | No avanzó | No avanzó |
| Alfonso Huicochea                                                    | 800 metros varonil   | Tiempo desconocido | 5    | -                  | -                | No avanzó  | No avanzó | No avanzó | No avanzó |
| Ciro Chapa                                                           | 1,500 metros varonil | -                  | -    | -                  | -                | No inició  | -         | No avanzó | No avanzó |
| Ciro Chapa                                                           | 5,000 metros varonil | -                  | -    | -                  | -                | No terminó | -         | No avanzó | No avanzó |
| Alfonso García, José Lucilo Iturbe, Jesús Moraila, Víctor Villaseñor | 4x400 metros varonil | 3.23.4             | 3    | -                  | -                | -          | -         | No avanzó | No avanzó |
| Aurelio Terrazas                                                     | Maratón varonil      | —                  | —    | —                  | —                | —          | —         | 2:52:22   | 32        |
| José Torres                                                          | Maratón varonil      | —                  | —    | —                  | —                | —          | —         | 2:54:00   | 35        |

#### Eventos de campo
| Atleta             | Evento                       | Clasificación | Clasificación | Final     | Final     |
| Atleta             | Evento                       | Distancia     | Posición      | Distancia | Posición  |
| ------------------ | ---------------------------- | ------------- | ------------- | --------- | --------- |
| Alfonso de Gortari | Salto de longitud            | 6.97          | 16            | No avanzó | No avanzó |
| Jesús Aguirre      | Lanzamiento de bala          | 11.33         | 22            | No avanzó | No avanzó |
| Jesús Aguirre      | Lanzamiento de disco varonil | 33.21         | 33            | No avanzó | No avanzó |

### Boxeo
| Atleta          | Evento      | Ronda de 32             | Ronda de 16             | Cuartos de final        | Semifinal               | Final                   | Final     |
| Atleta          | Evento      | Contrincante Puntuación | Contrincante Puntuación | Contrincante Puntuación | Contrincante Puntuación | Contrincante Puntuación | Rank      |
| --------------- | ----------- | ----------------------- | ----------------------- | ----------------------- | ----------------------- | ----------------------- | --------- |
| Alfredo Gaona   | Peso mosca  | Kieffer (LUX) G         | Fexis (GRE) G           | Cavagnoli (ITA) P       | No avanzó               | No avanzó               | No avanzó |
| Fidel Ortiz     | Peso Gallo  | Bye                     | Tamagnini (ITA) P       | No avanzó               | No avanzó               | No avanzó               | No avanzó |
| Raúl Talán      | Peso pluma  | Bye                     | Väkevä (FIN) P          | No avanzó               | No avanzó               | No avanzó               | No avanzó |
| Carlos Orellana | Peso ligero | Bye                     | Bissett (ROD) P         | No avanzó               | No avanzó               | No avanzó               | No avanzó |

### Clavados
| Atleta                    | Eventos                   | Preliminar | Preliminar | Preliminar   | Preliminar | Final     | Final        | Final     |
| Atleta                    | Eventos                   | Grupo      | Puntos     | Calificación | Posición   | Puntos    | Calificación | Posición  |
| ------------------------- | ------------------------- | ---------- | ---------- | ------------ | ---------- | --------- | ------------ | --------- |
| Federico Mariscal Abascal | Trampolín individual 3 m. | 3          | 31         | 88.84        | 6°         | Eliminado | Eliminado    | Eliminado |

### Competencias artísticas
| Competidor    | Evento  | Obras                     | Resultado   |
| ------------- | ------- | ------------------------- | ----------- |
| Ángel Zárraga | Pintura | Le but Dégagé             | Sin medalla |
| Ángel Zárraga | Pintura | Portrait d’un Footballeur | Sin medalla |
| Ángel Zárraga | Pintura | Footballeuse blonde       | Sin medalla |
| Ángel Zárraga | Pintura | Footballeuse brune        | Sin medalla |
| Ángel Zárraga | Pintura | Heading                   | Sin medalla |
| Ángel Zárraga | Pintura | Footballeur en action     | Sin medalla |
| Ángel Zárraga | Pintura | Footballeur nègre (rugby) | Sin medalla |
| Ángel Zárraga | Pintura | Plaquage (rugby)          | Sin medalla |
| Ángel Zárraga | Pintura | Une touche (rugby)        | Sin medalla |
| Ángel Zárraga | Pintura | Scène de rugby            | Sin medalla |
| Ángel Zárraga | Pintura | Le Ballon                 | Sin medalla |
| Ángel Zárraga | Pintura | Athlètes                  | Sin medalla |
| Ángel Zárraga | Pintura | La Passe (rugby)          | Sin medalla |
| Ángel Zárraga | Pintura | Le Dépar (rugby)          | Sin medalla |
| Ángel Zárraga | Pintura | Scène de rugby            | Sin medalla |
| Ángel Zárraga | Pintura | Une touche (rugby)        | Sin medalla |

### Esgrima
| Atleta         | Evento | Preliminar | Preliminar | Preliminar | Cuartos de final | Cuartos de final | Cuartos de final | Semifinal | Semifinal | Semifinal | Final     | Final     | Final     |
| Atleta         | Evento | Grupo      | Victorias  | Posición   | Grupo            | Victorias        | Posición         | Grupo     | Victorias | Posición  | Grupo     | Victorias | Posición  |
| -------------- | ------ | ---------- | ---------- | ---------- | ---------------- | ---------------- | ---------------- | --------- | --------- | --------- | --------- | --------- | --------- |
| Luis Hernández | Espada | A          | 3          | 7          | No avanzó        | No avanzó        | No avanzó        | No avanzó | No avanzó | No avanzó | No avanzó | No avanzó | No avanzó |
| Pedro Mercado  | Espada | F          | 3          | 5          | C                | 2                | 12               | No avanzó | No avanzó | No avanzó | No avanzó | No avanzó | No avanzó |

### Futbol

#### Convocatoria
La convocatoria de México para los Ámsterdam 1928 estuvo conformada por 17 jugadores, todos parte de clubes de su país.

#### Resultados
Octavos de final
| 30 de mayo de 1928, 14:00 | España                                                                 | 7:1 (3:0) | México      | Het Nederlandsch Sportpark, Ámsterdam, Países Bajos |  |
|                           | Regueiro 13', 27' · Yermo 43', 63', 85' · Marculeta 66' · Mariscal 70' |           | Carreño 76' |                                                     |  |